# 2-Aminothiazol
2-Aminothiazol ist eine chemische Verbindung aus der Gruppe der 1,3-Thiazole und eine primäre Aminoverbindung.

## Gewinnung und Darstellung
2-Aminothiazol kann durch Reaktion von Reaktion von Chloracetaldehyd mit Thioharnstoff oder besser aus Vinylacetat und Thioharnstoff in Gegenwart von Sulfurylchlorid gewonnen werden.

## Eigenschaften
2-Aminothiazol ist ein brauner geruchloser Feststoff, der löslich in Wasser, Ethanol und Ether ist. Sie kann in zwei tautomeren Formen vorliegen: Amino und Imino.
Es lässt sich in einer konzentrierten Lösung von Salpeter- und Phosphorsäure leicht diazotieren und kuppelt mit Diazoniumsalzen zu Azofarbstoffen. 2-Aminothiazol reagiert mit Diazaiminiumperchloraten unter Bildung von 1,3,5-Triaziniumperchloraten und reagiert mit Hetarylnitrosoverbindungen unter Bildung der entsprechenden Azoverbindungen. Es kann auch als geeignetes Nukleophil in Mitsunobu-Reaktionen wirken, wenn der exocyclische Stickstoff als Carbamat geschützt ist.

## Verwendung
2-Aminothiazol wird bei der Synthese von mit 2-Aminothiazol modifiziertem Kieselgel und bei der Ullmann-Kupplung  mit 2-Chlorbenzoesäuren durch Ultraschallbestrahlung verwendet. Es wirkt als Bestandteil von Dispersionsfarbstoffen, als Schilddrüsenhemmer bei der Behandlung von Schilddrüsenüberfunktion, als Säuretartrat und als Therapeutikum bei Prionen-Erkrankungen. Es wird auch zur Abtötung von Bakterien verwendet. Es dient auch als Ausgangsprodukt zur Synthese des Sulfonamids Sulfathiazol. Derivate von 2-Aminothiazol sind potente Inhibitoren der Cyclin-abhängigen Kinase 5 und werden als Therapeutika zur Behandlung der Alzheimer-Krankheit und anderer neurodegenerativer Erkrankungen untersucht.